# Parisus mesghalii
Parisus mesghalii är en tvåvingeart som först beskrevs av Abbassian-lintzen 1965.  Parisus mesghalii ingår i släktet Parisus och familjen svävflugor.
Artens utbredningsområde är Iran. Inga underarter finns listade i Catalogue of Life.